# N-225
La N-225 es una carretera nacional, también llamada Teruel-Grao de Castellón, aunque no es hasta la población de Algar de Palancia donde comienza su kilómetro 0
En algunos tramos está solapada con otras carreteras, tales como:
- Con la N-234 en el tramo Teruel - Algar de Palancia
- Con la A-7 en el tramo circunvalación de la Vall d'Uxó
- Con la N-340 entre Moncofar y Castellón
- Con la CS-22 entre Castellón y Almazora

## Trazado
La N-225 comienza en el pk 18 de la Autovía Mudéjar A-23, a la altura de Algar de Palancia. Pasa próxima a Alfara de Algimia y tras 16-17 km, la vía se solapa con la Autovía del Mediterráneo A-7, a su paso por la población de Vall de Uxó. 3 o 4 kilómetros después, la vía se separa de la A-7, y continua su recorrido sentido este, dirección Moncófar. Junto a esta localidad, la carretera N-225 se vuelve a solapar, esta vez, con la N-340, y, junto a esta carretera, llega a la ciudad de Castellón, donde se bifurca. A partir de este punto y hasta Almazora, la carretera N-225 ha sido transformada en autovía, con el nombre de CS-22. En los últimos kilómetros, paralela a la CS-22, la vía atraviesa los polígonos industriales de la zona norte de Almazora, y así llega al Grao de Castellón, y finaliza su recorrido.
Actualmente, es una carretera en proceso de desaparición, o mejor dicho, de redimensión, ya que el tramo entre Vall de Uxó y Moncófar está en proceso de transferencia a la Generalidad Valenciana, y el restante entre Almazora y Grao de Castellón, tras la construcción de la paralela CS-22, se ha quedado con vía vecinal, quedando únicamente como llamada carretera N-225 el recorrido entre Algar de Palancia y Vall de Uxó, donde hay incluso un proyecto de desdoblamiento y conversión en autovía, así como un pequeño tramo de apenas 1 kilómetro en la parte sur de Castellón, un antiguo tramo de la carretera, paralelo a la CS-22, y que funciona de calzada lateral a la autovía, atravesando diversos barrios periféricos de la capital de la plana.

## Localidades próximas
- Algar de Palancia
- Alfara de Algimia
- Vall de Uxó
- Castellón de la Plana
- Almazora
- Grao de Castellón

## Autovía de la N-225
En el transcurso de la N-225 existen algunos tramos donde ha sido desdoblada y convertida en autovía:
- Tramo Circunvalación de Castellón, con el nombre de CS-22

- Datos: Q9048278